# Gombau de Besora
Gombau de Besora (? 992 - d 1050) fou un conseller i amic de la comtessa de Barcelona Ermessenda de Carcassona que va tenir una influència molt gran als afers polítics de l'època.
Era fill d'Ermemir, primer senyor de Besora, i d'Ingilberga. Era germà d'Oliba de Besora, bisbe d'Elna entre 1009 i 1013; Emma Ingilberga, esposa de Guifre de Balsareny i mare del bisbe de Vic entre 1046 i 1076, en Guillem de Balsareny i d'Ingilberga, la darrera abadessa benedictina del monestir de Sant Joan de les Abadesses.
Posseïa els castells de Besora a Osona, de Curull i Torelló a Osona, Pacs i Cubelles al Penedès, Eramprunyà al Baix Llobregat, el de Montbui; el de Paladalmalla a Montornès, així com feus i alous a les Franqueses, Samalús, Cardedeu i Sentmenat a la zona del Vallès i també a la Cerdanya.
Casat amb Guisla en primeres núpcies i més tard amb Aurícia. Va tenir tres filles: 
- Guisla de Besora, casada (~1032) amb Mir Geribert, príncep d'Olèrdola.
- Ermengarda
- Ermessenda

L'octubre del 1018, Gombau i la seva dona Guisla varen cedir els seus alous extramurs de Barcelona a la seu de Barcelona a canvi de la cessió per part del bisbe Deudat de l'alou de Viladordila. Aquest alou s'anomenava anteriorment Villare de Abdel·la i es troba a Montornès del Vallès, actualment conegut com a Mas Boada.
L'agost de 1041 va fer testament on llegava diners a favor de múltiples esglésies i monestirs, així com a les seves filles Ermengarda i Ermessenda. A la seva segona esposa Aurícia li llega l'alou de Viladordila i la resta dels seus béns passaren a la seva filla Guisla i varen ser administrats pel seu gendre Mir Geribert.